# 43 Sagittarii
43 Sagittarii (d Sagittarii) é uma estrela na direção da Sagittarius. Possui uma ascensão reta de 19h 17m 38.09s e uma declinação de −18° 57′ 10.4″. Sua magnitude aparente é igual a 4.88. Considerando sua distância de 535 anos-luz em relação à Terra, sua magnitude absoluta é igual a −1.20. Pertence à classe espectral K0III.